# Oldřich Ferdinand Kinský
Oldřich Ferdinand Kinský, 10. kníže z Vchynic a Tetova (německy Ulrich Ferdinand, 10. Fürst Kinsky von Wchinitz und Tettau; 15. srpna 1893 Choceň – 19. prosince 1938 Vídeň) byl český šlechtic a titulární kníže Kinský z Vchynic a Tetova. V roce 1938 se na rozdíl od svých příbuzných z chlumecké a kostelecké větve angažoval v neprospěch Československé republiky a svým působením měl velký podíl na připojení Sudet k nacistickému Německu a následně přijal německé občanství. Byl zaníceným automobilistou, zajímal se rovněž o letectví a fotografii.

## Život
Oldřich Ferdinand se narodil jako nejstarší dítě hraběte Ferdinanda Vincence Kinského (1866–1916) a kněžny Aglaë, rozené princezny z Auerspergu (1868–1919).
Oldřich Ferdinand měl domácí učitele, střídavě se vzdělával na zámcích v Chocni a Moravském Krumlově a v rodovém paláci ve vídeňském Freyungu. Absolvoval čtyři semestry studia práv na Vídeňské univerzitě. Ještě před válkou v roce 1913 nastoupil k hulánskému pluku č. 11. Za první světové války sloužil v Srbsku a v Itálii v hodnosti nadporučíka. Od března 1916 působil jako letecký důstojník u Fliegerkompagnií 16 a 46 (FliK 16, 46) na italské frontě. Od prosince 1917 se začal učit létat a až do 1. května 1918 procházel pilotním výcvikem a výcvikem leteckých mechaniků ve Vídeňském Novém Městě u Fliegerersatzkompagnie 8 (FleK 8) a později u Fliegeroffizierschule (Letecká škola důstojníků). Do československé armády se přihlásil v roce 1919 a získal hodnost nadporučíka v záloze.
V roce 1920 získal československé státní občanství, na jaře 1921 obdržel domovské právo v Heřmanově Městci. Za první republiky byl přiřazen k jezdeckému pluku č. 7. V roce 1926 byl však postaven mimo službu a propuštěn do zálohy. Protože neuměl česky (služební jazyk), byl v roce 1928 zbaven důstojnické hodnosti.
Po tragické smrti (1929) svého syna Ulrycha v necelých 11 letech (během otužování nastydl a později dostal zápal plic) odjel na roční cestu kolem světa. Úmrtí syna dával za vinu manželce. Rozpory s ní vyvrcholily rozvodem v roce 1930.
Po smrti svého strýce Rudolfa Ferdinanda v roce 1930, který zemřel bez mužského dědice, se Oldřich Ferdinand stal titulárním 10. knížetem Kinským z Vchynic a Tetova. Po jeho smrti titul zdědil jeho jediný syn František Oldřich.
Na konci 30. let 20. století zastával separatistické tendence německé menšiny v Československu. V květnu 1938 získal domovské právo v České Kamenici v Sudetech. Byl členem Sudetoněmecké strany. V létě 1938 z pověření Sudetoněmecké strany odcestoval do Londýna, aby zde využil svých kontaktů k šíření proněmeckých názorů. O této jeho činnosti v červenci 1938 československé ministerstvo zahraničních věcí informoval vyslanec v Londýně Jan Masaryk. Konrád Henlein ho pověřil vedením tzv. společenského štábu během Runcimanovy mise. Přátelil se se špičkami NSDAP, mj. s Hermannem Göringem. Byl také v nacistické organizaci SA. V uniformě SA osobně přivítal Adolfa Hitlera při jeho návštěvě České Kamenice na začátku října 1938.
Zemřel 19. prosince 1938 ve Vídni. Měl toho dne několik rozhovorů o budoucnosti dostihového sportu s předsedou a vedoucím kanceláře vídeňského dostihového spolku, potom s vrchním vedoucím sportovních svazů mj. příslušníkem SS a NSDAP. Půl hodiny po poledni přijal v kancelářích spolku v hotelu Bristol nejvyššího vedoucího pro chov plnokrevníků a dostihový sport v západním Německu s p. von Bock und Polach. Nabídl mu cigaretu, sám si zapálil, jednou potáhl a upadl do bezvědomí. Okolnosti úmrtí byly poněkud podivné, oficiálně zemřel na srdeční infarkt.

## Sport
Zasloužil se o rozvoj sportu. Byl členem Mezinárodního olympijského výboru, viceprezidentem vídeňského Aero klubu, prezidentem rakouské jezdecké společnosti, předsedou Středoevropské Polo asociace, působil v rakouském olympijském výboru. Ve 20. letech vlastnil několik dostihových koní. Polo aktivně hrál a pořádal v něm turnaje.

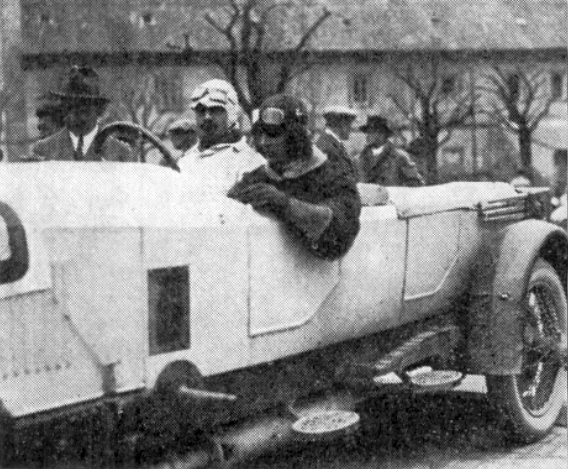
O. Kinský s chotí, Steyr VI, cestovní do 3,4 l, Zbraslav 1924

V roce 1922 byl přijat za činného člena Autoklubu Republiky československé, na podzim 1923 obdržel závodní licenci a přestoupil do německého Moravsko-slezského automobilního klubu v Brně (Mährisch-Schlesischer Automobil-Club, MSAC). Od roku 1923 se aktivně zúčastnil 24 automobilových závodů v Československu i v zahraničí (Rakousko, Maďarsko, Francie), z nichž šestkrát byl celkovým vítězem (jiný zdroj uvádí 9 vítězství) a pětkrát vítězem ve své kategorii. V závodě do vrchu v Karlových Varech na šestiválcovém závodním Steyru VI 3,4 l obsadil 22. července 1923 2. místo za Čeňkem Junkem. S automobilem značky Steyr vyhrál například 5. srpna 1923 závody do vrchu Hollenburg‑Bergrennen u Klagenfurtu. První velké vítězství zaznamenal na mezinárodním závodu do vrchu Zbraslav-Jíloviště v dubnu 1924, kde na šestiválcovém Steyru vyhrál kategorii cestovních automobilů vč. třídy do zdvihového objemu 3,4 l a současně vytvořil rekord této třídy. O 14 dnů později 4. května 1924 zvítězil ve stejné třídě a voze na 1. ročníku závodu do vrchu Brno-Soběšice, který uspořádal jeho autoklub MSAC.

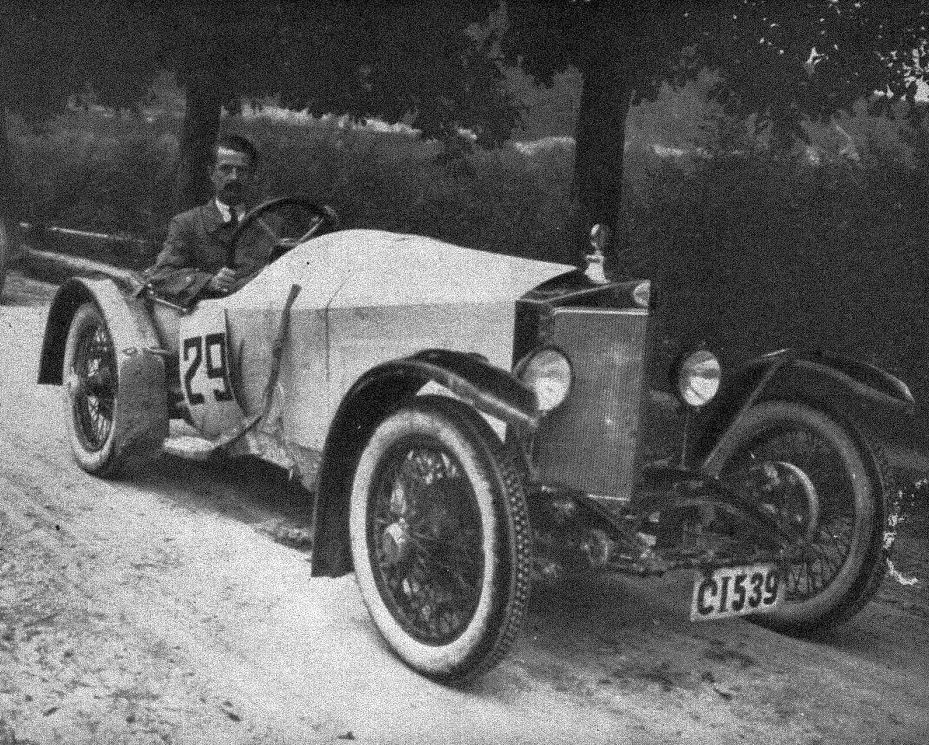
O. Kinský, závodní Steyr Sport VI, vítěz závodu do vrchu Hollenburg (1924)

Na některých závodech byl jeho konkurentem mladší bratr Rudolf (majitel moravskokrumlovského panství, 1898–1965) nebo elitní čeští závodníci jako Eliška Junková, Čeněk Junek, Josef Veřmiřovský, Jindřich Knapp, Miloš Bondy atd. I na mezinárodním poli zaznamenal ceněná vítězství. V září 1925 ovládl jubilejní ročník závodu do vrchu Svábhegy (německy Schwabenberg) v Maďarsku a zajel nejen nejrychlejší čas ve své kategorii, ale stanovil i nový traťový rekord. O měsíc později, 20. září 1925, vyhrál na Steyeru kategorii závodních vozů s objemem válců do 4,5 litru (nejrychlejší čas dne a nový traťový rekord 5:45,2 min) v závodu do vrchu Ecce‑Homo, pořádaném Moravsko‑slezským autoklubem (MSAC). O rok později na této trati 19. září 1926 v automobilech do 3,0 l obsadil 3. místo za Čeňkem Junkem a Fritzem von Zsolnayem. 

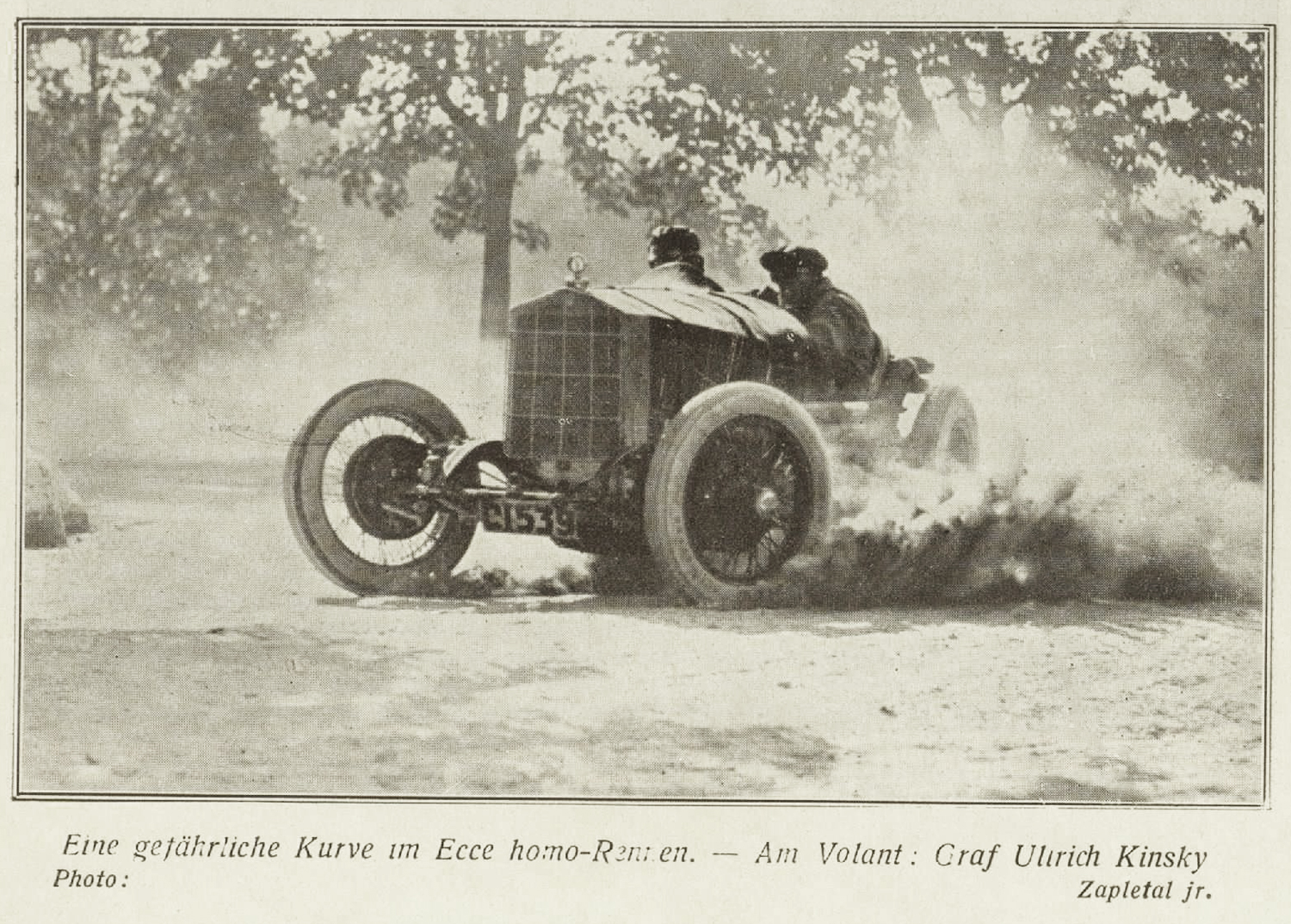
Vítěz Ecce Homo 1925 hrabě Oldřich Kinský na závodním voze Steyr Sport VI

V závodech do vrchu Klausen ve Švýcarsku (21,5 km) se závodním Steyrem (do 5 l objemu válců) zvítězil ve třídě a v absolutním pořadí skončil na 2. místě za Kesslerem na závodním Alfa Romeo P2 (srpen 1926). Celkem 3 vítězství (1925-7) dosáhl na závodech do vrchu Svábhegy v Budapešti, za což získal do svého držení putovní pohár.
Od konce roku 1927 se již automobilových závodů a soutěží neúčastnil, cele se věnoval pólu a letectví. Na automobilismus ale úplně nezanevřel, v letech 1928–1935 zastával funkci jednoho z viceprezidentů rakouského autoklubu.

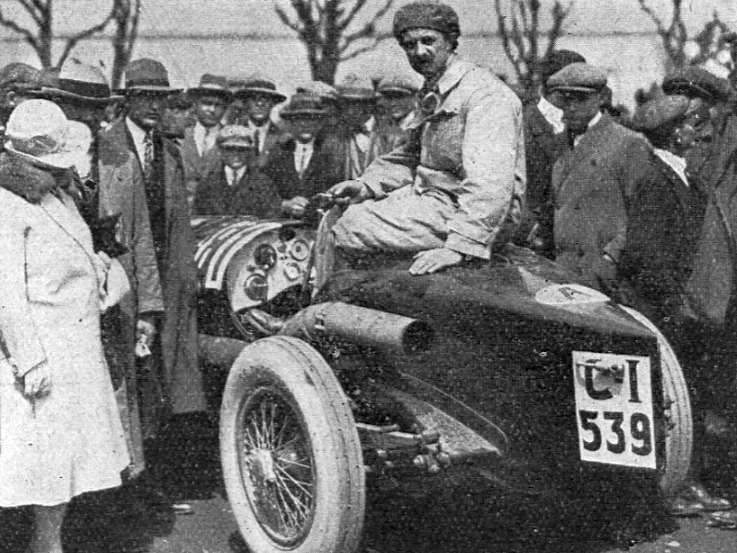
O. Kinský, závodní Steyr Sport VI, Zbraslav-Jíloviště (1926)

### Vítězné závody
- Hollenburg (Klagenfurt), Rakousko, 4. srpna 1923, 3. ročník, 4,3 km, 4:04,0 min, cestovní Steyr VI[19]
- Hollenburg (Klagenfurt), Rakousko, 3. srpna 1924, 4. ročník, 4,3 km, 3:25,6 min, závodní Steyr Sport VI VI[25]
- Plzeň-Třemošná, Československo, 7. září 1924, 2. ročník, 6,1 km, 3:02,4 min, závodní Steyr Sport VI, traťový rekord[25]
- Zirlerberg, Rakousko, 12. října 1924, 2. ročník, 5,28 km, 4:05,7 min, závodní Steyr Sport VI[25]
- Katschberg (součást soutěže Rakouská Alpská jízda), Rakousko, 21. června 1925, 5,2 km, 5:22,9 min, Steyr Sport VI[25]
- Ecce-Homo, Československo, 20. září 1925, 5. ročník, 7,75 km, 5:46,2 min, závodní Steyr Sport VI, traťový rekord[25]
- Svábhegy (Budapest), Maďarsko, 27. září 1925, 6. ročník, 4,75 km, 3:54,8 min, závodní Steyr Sport VI, traťový rekord[25]
- Svábhegy (Budapest), Maďarsko, 26. září 1926, 7. ročník, 4,75 km, 3:43,6 min, závodní Steyr Sport VI, traťový rekord[25]
- Svábhegy (Budapest), Maďarsko, 2. října 1927, 8. ročník, 4,75 km, 3:55,6 min, závodní Steyr Sport VI[24]

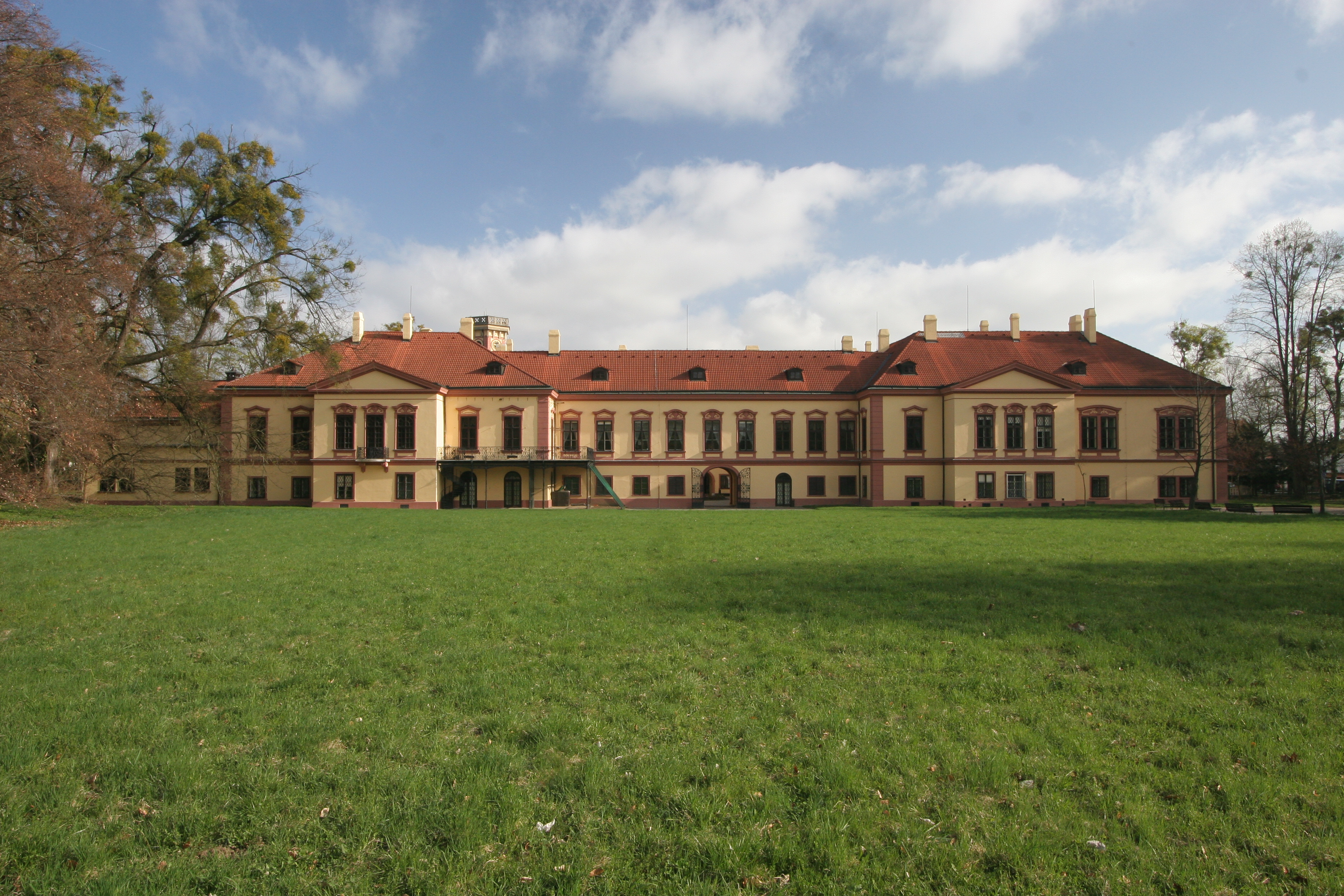
Zámek Heřmanův Městec

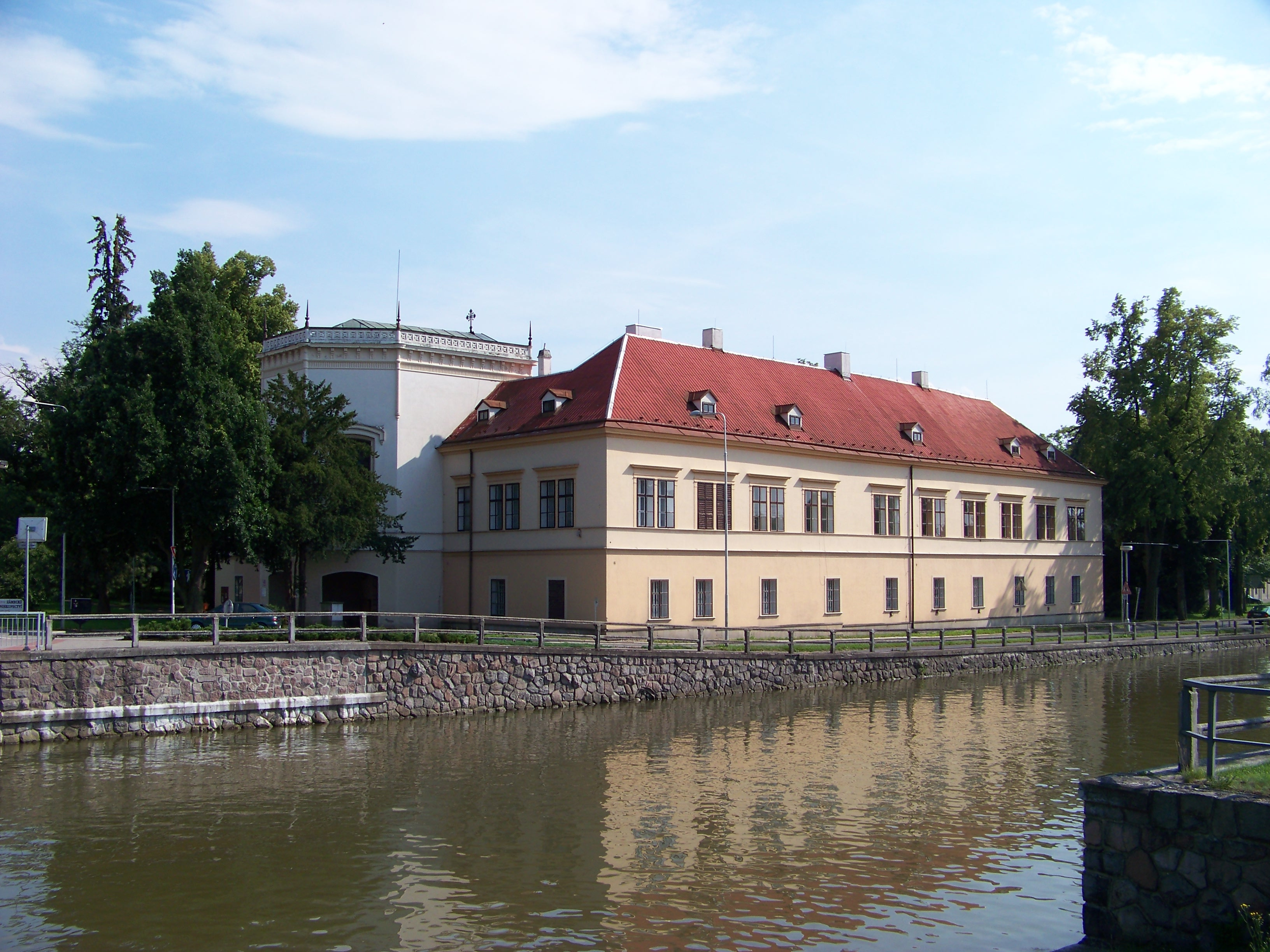
Zámek Choceň

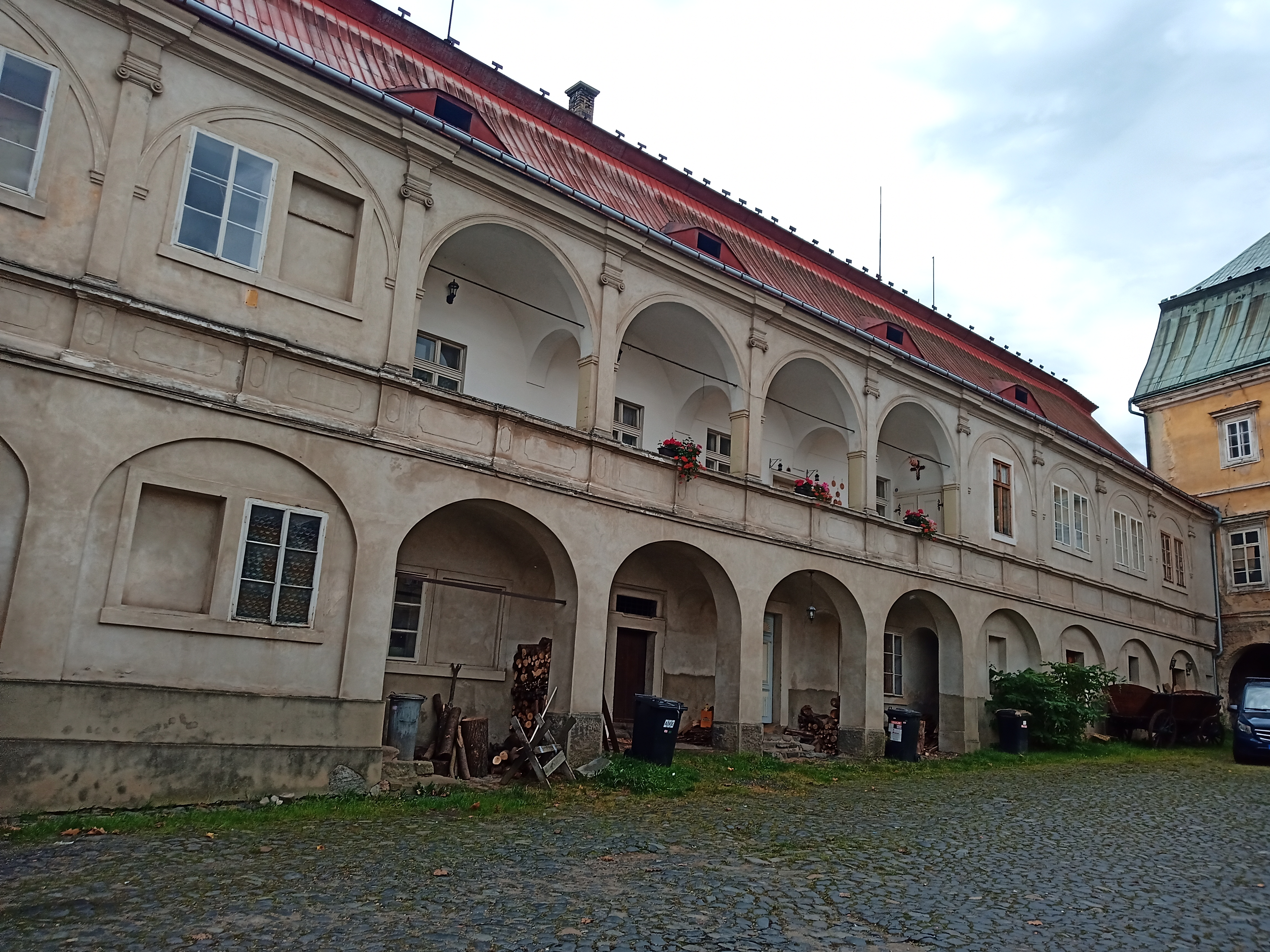
Zámek Česká Kamenice

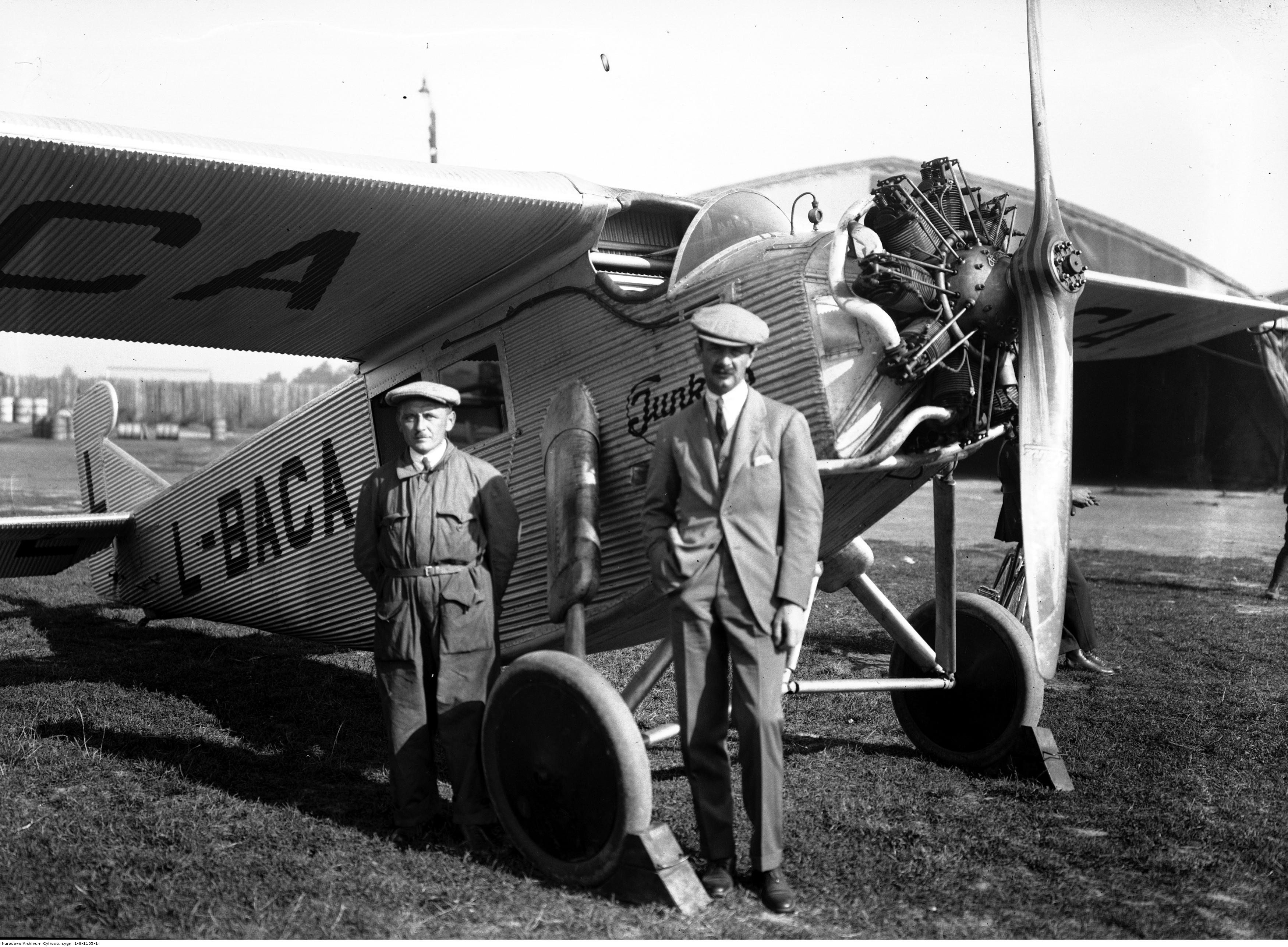
Junkers K16 v Krakově (1928, L-BACA), před letounem majitel O.F. Kinský s mechanikem

Na počátku 20. let se jeho zájem upíral i k letectví, stal se členem Aeroklubu Republiky československé. Už roce 1922 měl velkostatkář Oldřich Ferdinand Kinský pro vlastní potřebu letadlo Hansa-Brandenburg C.I (L‑BERA),se kterým létal mj. z Heřmanova Městce na panství do České Kamenice. Tehdy se stal Oldřich Ferdinand Kinský držitelem československého pilotního diplomu č. 69. Soukromé letiště a hangáry nechal zbudovat na svém velkostatku Česká Kamenice a Heřmanův Městec. V srpnu 1928 byl imatrikulován jeho dopravní letoun Junkers K-16bo (L-BACA, později OK-ACA). Tento letoun oproti původní konstrukci byl vybaven motorem Walter NZ-120 a později modernějším Walter Mars. V roce 1930 se stal prezidentem rakouského Aeroklubu a v březnu 1932 bylo imatrikulováno jeho osobní třímístné letadlo de Havilland DH 80A Puss Moth (OK-OFK, Oldřich Ferdinand Kinský). Často s ním cestoval do Německa a Anglie. V květnu 1933 byl jako předseda Rakouského Aeroklubu iniciátorem Mezinárodního rakouského alpského letu, kterého se zúčastnil jako host i tehdejší předseda FAI rumunský princ George Valentin Bibescu a rakouský spolkový prezident Wilhelm Niklas.
Startoval i na několika leteckých soutěžích. Kinský se neúčastnil XI. olympijských her v Berlíně v roce 1936 pouze jako rozhodčí póla. Pro zahraniční účastníky připravili organizátoři her mezi národní hvězdicový let z libovolného letiště na letiště Rangsdorf. Tomuto závodu dominovali českoslovenští piloti Václav Fuksa a Jaroslav Polma, kteří obsadili první dvě místa na letadlech Praga E‑114 Baby v konkurenci 54 pilotů z Československa, Polska, Švédska, Maďarska, Rakouska, Království SHS, Francie, Velké Británie, Itálie, Belgie, Japonska, Nizozemska. Kinský pilotoval de Havilland DH.85 Leopard Moth (imatrikulace A‑145, později OE-ABC) s cestujícími Margot a Molly Hamblingovými. Obsadil slušné 11. místo. Ještě v roce 1937 skončil na 3. místě na 2. ročníku italské soutěže Raduno del Littorio.

## Majetek
Knížecí větev Kinských vlastnila velkostatky a zámky Česká Kamenice, Zlonice, Heřmanův Městec, Choceň, Rosice a Horažďovice. V roce 1920 se přihlásil k dědictví po strýci a v roce 1925 převzal velkostatky Česká Kamenice, Zlonice, Heřmanův Městec, Choceň, Rosice, pražský a vídeňský palác. Celková rozloha jeho pěti velkostatků činila téměř 24 tisíc hektarů a dotkla se jich první pozemková reforma. V roce 1929 koupil měšťanský pivovar v České Kamenici. V roce 1932 převedl ústřední správu svých velkostatků do České Kamenice. V roce 1933 vlastnil pozemky o celkové rozloze 12 704 hektarů. V roce 1934 činily dluhy na jeho velkostatcích 11,5 milionu korun.
Po jeho smrti zdědil majetek dvouletý syn František Oldřich. Ústředním ředitelem správy veškerého majetku se od 1. dubna 1940 stal hrabě Kaspar Preysing ze Sloupu u Nového Boru (* 1903), poručníkem se stal dědicův strýc Ferdinand Kinský (1907–1969), který vlastnil horažďovickou doménu, a matka Mathilda. Po odjezdu Mathildy s dětmi do Argentiny byla správním soudem v České Kamenici v říjnu 1940 zbavena poručnictví.

## Manželství a rodina
Oldřich Ferdinand se oženil 19. ledna 1918 v Budapešti s hraběnkou Kateřinou (Katalinou) Széchényiovou (1893–1968), nejmladší dcerou hraběte Imricha Széchényiho ze Sárvár-Felsövidéku, a jeho manželky, hraběnky Marie Andrássyové. Rozvedli se v roce 1930, církevně však sňatek anulován nebyl.
Měli tři děti:
- 1. Oldřich (9. prosince 1918 Moravský Krumlov – 28. srpna 1929 Praha)
- 2. Marie (5. června 1924 Moravský Krumlov – 14. února 1960 Buenos Aires), I. provdaná v roce 1945 za markraběte Friedricha Pallaviciniho (rozvod v roce 1949); jeden syn. II. provdána v roce 1950 s Pier-Luigi Tagliaferrim, (rozvod v roce 1959; bez dětí. III. v roce 1959 provdala za hraběte Alvise Sagramoso-Sacchettiho; bez dětí.
- 3. Charlotte (18. listopadu 1927 Heřmanův Městec – ?), provdaná v roce 1956 za Dmitrije Borisoviče Manakova; bez dětí.

Po rozvodu byla starší dcera Marie přidělena do péče otci a mladší Charlotte matce, která bydlela na zámku v Heřmanově Městci.
Podruhé se Oldřich Ferdinand oženil dne 10. března 1932 v Mnichově s baronkou Mathildou von dem Bussche-Haddenhausen (24. května 1900 Káhira – 11. března 1974 Buenos Aires), nejstarší dcerou německého diplomata JUDr. Hilmara barona von dem Bussche-Haddenhausen a jeho manželky Marie Eleonory Martinezové de Hoz, sestřenicí dvakrát argentinského ministra hospodářství Josého Alfreda Martíneze de Hoz. Mathilda byla také rozvedená, jejím prvním manželem byl berlínský obchodník Walther Mumm von Schwarzenstein. Tehdejší konzervativně uvažující aristokratická společnost rozvod a nový necírkevní sňatek nepřijala.
Měli tři děti, první dvě dívky byly dvojčata:
- 4. Eleonora Kinská z Vchynic a Tetova (22. listopadu 1932 Vídeň – 23. března 1983 Cali, Kolumbie), provdaná v roce 1961 za Carlose Enrique Daireauxe; měli několik dětí.
- 5. Aglaé Kinská z Vchynic a Tetova (22. listopadu 1932 – 13. 11. 1991 Vídeň)
- 6. František Oldřich, 11. kníže Kinský z Vchynic a Tetova (7. října 1936 – 2. dubna 2009), ženatý v roce 1965 s Robertou Cavanaghovou; měli několik dětí.

Mathilda odjela s dětmi v únoru 1940 z Evropy do Argentiny.

## Vývod z předků
|                          |                                         |  |                             |                                                       |  |  |  |  |  |  |  | Ferdinand Jan Kinský z Vchynic a Tetova |
|                          |                                         |  |                             |                                                       |  |  |  |  |  |  |  |                                         |
|                          | Rudolf Josef Kinský                     |  |                             |                                                       |  |  |  |  |  |  |  |                                         |
|                          |                                         |  |                             |                                                       |  |  |  |  |  |  |  |                                         |
|                          |                                         |  |                             | Marie Šarlota z Kerpenu                               |  |  |  |  |  |  |  |                                         |
|                          |                                         |  |                             |                                                       |  |  |  |  |  |  |  |                                         |
|                          | Ferdinand Bonaventura Kinský            |  |                             |                                                       |  |  |  |  |  |  |  |                                         |
|                          |                                         |  |                             |                                                       |  |  |  |  |  |  |  |                                         |
|                          |                                         |  |                             | Jeroným Karel z Colloredo-Mansfeldu                   |  |  |  |  |  |  |  |                                         |
|                          |                                         |  |                             |                                                       |  |  |  |  |  |  |  |                                         |
|                          | Vilemína Alžběta z Colloredo-Mannsfeldu |  |                             |                                                       |  |  |  |  |  |  |  |                                         |
|                          |                                         |  |                             |                                                       |  |  |  |  |  |  |  |                                         |
|                          |                                         |  |                             | Vilemína Johana z Valdštejna-Wartenbergu              |  |  |  |  |  |  |  |                                         |
|                          |                                         |  |                             |                                                       |  |  |  |  |  |  |  |                                         |
|                          | Ferdinand Vincenc Kinský                |  |                             |                                                       |  |  |  |  |  |  |  |                                         |
|                          |                                         |  |                             |                                                       |  |  |  |  |  |  |  |                                         |
|                          |                                         |  |                             | Karel Jan z Lichtenštejna                             |  |  |  |  |  |  |  |                                         |
|                          |                                         |  |                             |                                                       |  |  |  |  |  |  |  |                                         |
|                          | Karel František Antonín z Lichtenštejna |  |                             |                                                       |  |  |  |  |  |  |  |                                         |
|                          |                                         |  |                             |                                                       |  |  |  |  |  |  |  |                                         |
|                          |                                         |  |                             | Marie Josefa z Khevenhüller-Metsche                   |  |  |  |  |  |  |  |                                         |
|                          |                                         |  |                             |                                                       |  |  |  |  |  |  |  |                                         |
|                          | Marie Josefa z Lichtenštejna            |  |                             |                                                       |  |  |  |  |  |  |  |                                         |
|                          |                                         |  |                             |                                                       |  |  |  |  |  |  |  |                                         |
|                          |                                         |  |                             | Rudolf Jan Bruntálský z Vrbna                         |  |  |  |  |  |  |  |                                         |
|                          |                                         |  |                             |                                                       |  |  |  |  |  |  |  |                                         |
|                          | Františka Bruntálská z Vrbna            |  |                             |                                                       |  |  |  |  |  |  |  |                                         |
|                          |                                         |  |                             |                                                       |  |  |  |  |  |  |  |                                         |
|                          |                                         |  |                             | Marie Terezie Antonie z Kounic-Rietbergu-Questenbergu |  |  |  |  |  |  |  |                                         |
|                          |                                         |  |                             |                                                       |  |  |  |  |  |  |  |                                         |
| Oldřich Ferdinand Kinský |                                         |  |                             |                                                       |  |  |  |  |  |  |  |                                         |
|                          |                                         |  |                             |                                                       |  |  |  |  |  |  |  |                                         |
|                          |                                         |  | Vilém I. Karel z Auerspergu |                                                       |  |  |  |  |  |  |  |                                         |
|                          |                                         |  |                             |                                                       |  |  |  |  |  |  |  |                                         |
|                          | Karel Vilém II. z Auerspergu            |  |                             |                                                       |  |  |  |  |  |  |  |                                         |
|                          |                                         |  |                             |                                                       |  |  |  |  |  |  |  |                                         |
|                          |                                         |  |                             | Leopoldina Františka z Valdštejna                     |  |  |  |  |  |  |  |                                         |
|                          |                                         |  |                             |                                                       |  |  |  |  |  |  |  |                                         |
|                          | Adolf Karel z Auerspergu                |  |                             |                                                       |  |  |  |  |  |  |  |                                         |
|                          |                                         |  |                             |                                                       |  |  |  |  |  |  |  |                                         |
|                          |                                         |  |                             | Karl Levin Otto von Lenthe                            |  |  |  |  |  |  |  |                                         |
|                          |                                         |  |                             |                                                       |  |  |  |  |  |  |  |                                         |
|                          | Frederika Luisa z Lenthe                |  |                             |                                                       |  |  |  |  |  |  |  |                                         |
|                          |                                         |  |                             |                                                       |  |  |  |  |  |  |  |                                         |
|                          |                                         |  |                             | Sophie von Bennigsen                                  |  |  |  |  |  |  |  |                                         |
|                          |                                         |  |                             |                                                       |  |  |  |  |  |  |  |                                         |
|                          | Aglaé Františka z Auerspergu            |  |                             |                                                       |  |  |  |  |  |  |  |                                         |
|                          |                                         |  |                             |                                                       |  |  |  |  |  |  |  |                                         |
|                          |                                         |  |                             | Jan Josef Feštetić z Tolny                            |  |  |  |  |  |  |  |                                         |
|                          |                                         |  |                             |                                                       |  |  |  |  |  |  |  |                                         |
|                          | Arnošt Festetics z Tolny                |  |                             |                                                       |  |  |  |  |  |  |  |                                         |
|                          |                                         |  |                             |                                                       |  |  |  |  |  |  |  |                                         |
|                          |                                         |  |                             | Franziska Constance Horváth de Zalabér                |  |  |  |  |  |  |  |                                         |
|                          |                                         |  |                             |                                                       |  |  |  |  |  |  |  |                                         |
|                          | Johana Festeticsová z Tolny             |  |                             |                                                       |  |  |  |  |  |  |  |                                         |
|                          |                                         |  |                             |                                                       |  |  |  |  |  |  |  |                                         |
|                          |                                         |  |                             | Václav Erasmus Koc z Dobrše                           |  |  |  |  |  |  |  |                                         |
|                          |                                         |  |                             |                                                       |  |  |  |  |  |  |  |                                         |
|                          | Johana Kocová z Dobrše                  |  |                             |                                                       |  |  |  |  |  |  |  |                                         |
|                          |                                         |  |                             |                                                       |  |  |  |  |  |  |  |                                         |
|                          |                                         |  |                             | Johana z Clam-Gallasu                                 |  |  |  |  |  |  |  |                                         |
|                          |                                         |  |                             |                                                       |  |  |  |  |  |  |  |                                         |